# MM!
MM! (えむえむっ!, Emu Emu!) é uma série de light novel japonesa criada por Akinari Matsuno com ilustrações de QF: flapper. Em outubro de 2010, dez volumes haviam sido publicados pela Media Factory. Uma adaptação em mangá foi lançada em Julho de 2008 pela revista seinen Monthly Comic Alive, com ilustrações de Issei Hyoju. Em outubro de 2010, uma adaptação em anime produzida pela Xebec foi lançada pela AT-X. Em 27 de Maio de 2010 foi criado um twitter para a personagem Isurugi Mio. Em 18 de Abril de 2011 é informada a morte do autor da série, aos 31 anos, o que provavelmente acabará com esta.

## História
Sado Tarō é um masoquista, estudante do Colégio Sakuramori e vai para a escola com seu amigo Hayama Tatsukichi. Devido ao seu masoquismo, adquirio durante a infância na própria escola, ele tem poucos amigos no colégio, mas está apaixonado por uma garota (que na verdade era Tatsukichi vestido de mulher). Para se confessar, ele decide se livrar de seu masoquismo e procura o Segundo Clube de Voluntariado. Lá, ele encontra Isurugi Mio, que se auto-proclama deus, e Yūno Arashiko, a garota que o fez se tornar masoquista.

## Personagens

### Segundo Clube de Voluntariado
Sado Tarō (砂戸 太郎)
Voz: Suzuki Chihiro (Drama CD), Fukuyama Jun (Anime)
Tarō é o personagem principal da história e um verdadeiro masoquista. Esteve na mesma escola que Arashiko quando era menor, sendo que lá ele adquiriu seu masoquismo. Após entrar no Segundo Clube de Voluntariado, ele sempre passa por seções de "tortura", para tentar acabar com seu masoquismo, porém sem resultado. Ele possui algo conhecido no anime como "Poder Hentai", que o transforma em uma espécie de herói (em uma clara paródia a Son Goku, de Dragon Ball), sendo chamado por quase todos de "Super Masoquista". Seu nome provavelmente é um trocadilho com a palavra sadomasoquismo.
Isurugi Mio (石動 美緒)
Voz: Ishiguro Chihiro (Drama CD), Taketatsu Ayana (Anime)
Mio é a "senpai" de Tarō e presidente do Segundo Clube de Voluntariado. Ela é bonita e possui boas notas, além de um fã-clube se atuo-proclama Deus, porém, como todos na história, ela possui um problema: ailurofobia. Ela é uma tsundere e aplica as "seções de cura" do masoquismo de Tarō e, com o passar do tempo, começa a gostar dele. Aparentemente, Mio é sádica, explicado pelo fato de que ela constantemente agride Tarō.
Yūno Arashiko (結野 嵐子)
Voz: Horie Yui (Drama CD), Hayami Saori (Anime)
Arashiko está na mesma classe e clube que Tarō. Quando mais nova, ela era muito desejada pelos garotos da escola, mas seu namorado tentou assediá-la sexualmente, obrigando-a a atacá-lo, tornando-a androfóbica e fazendo com que perdesse amigos. Por isso, ela bateu em Tarō quando este tocou-a, causando o masoquismo. Com a ajuda do Segundo Clube de Voluntariado, junto de Tarō ela vem conseguindo acabar com sua fobia.
Hayama Tatsukichi (葉山 辰吉)
Voz: Satō Rina
Tatsukichi é um colega de classe de Tarō, além de um amigo próximo. Ele gosta de se vestir de mulher, motivo pelo qual procurou o Segundo Clube de Voluntariado. Ele também foi o primeiro amor de Tarō. Quando está vestido de mulher, ele perde o controle sobre seu ego, pensando que faz parte da realeza.
Onigawara Michiru (鬼瓦 みちる)
Voz: Kuwashima Hōko (Drama CD), Tanaka Rie (Anime)
Michiru é a enfermeira do colégio e gosta de fotografar as pessoas fazendo cosplay. Ela é um pouco sádica e possui uma relação próxima com Mio.

### Outros
Mamiya Yumi (間宮 由美)
Voz: Gibu Yūko
Yumi é a melhor amiga de Yūno e uma massagista. Ela tem ciúmes de Tarō e gosta de Tatsukichi. Em algumas cenas do anime, é visto que ela tem tendências lésbicas, principalmente quando está junto de Arashiko e Mio.
Hiiragi Noa (柊 ノア)
Voz: Yahagi Sayuri
Noa é a presidente do Clube de Invenções e possui QI de 200. Ela é "senpai" de Tarō, mas possui um corpo de uma pré adolescente. Por ser muito inteligente, Noa não teve uma infância comum e, quando ficou mais velha, ela tentou transformar todos em pervertidos, usando o "Poder Hentai", uma descoberta dela, porém Tarō a impediu, sob a condição deles se tornarem amigos.
Himura Yukinojō (日村 雪之丞)
Voz: Yonaga Tsubasa
Yukinojō é o assistente de Noa. Ele é um lolicon, razão pela qual ingressou no Clube de Invenções. Ele também pode usar o "Poder Hentai".
Ayasegawa Kirino (綾瀬川 霧乃)
Voz: Shiraishi Ryōko
Kirino é a presidente do MFC, o "Mio-sama Fã Clube".
Sado Shizuka (砂戸 静香)
Voz: Asumi Kana
Shizuka é a irmã mais velha de Tarō. Ela possui um amor muito grande pelo irmão, o que a coloca em uma disputa com sua própria mãe.
Sado Tomoko (砂戸 智)
Voz: Ōhara Sakaya
Tomoko é a mãe de Tarō. Ela é muito protetora do filho, a ponto de considerar a própria filha como "rival" na disputa pelo amor dele.

## Mídia

### Light novel
O light novel de MM! começou a ser publicado em 23 de Fevereiro de 2007 pela Media Factory. Até agora, já foram publicados 10 volumes e duas histórias a parte.

### Mangá
O mangá de MM! começou a ser publicado em 26 de Julho de 2008 pela revista Monthly Comic Alive. Até agora, já foram publicados 4 volumes.

### Anime
O anime de MM! estreou em 2 de Outubro de 2010 pela AT-X, com a direção de Nagasawa Tsuyoshi e sob a previsão de 12 episódios. 

#### Músicas
Tema de Abertura
"HELP!! -Hell Side-" (Episódio 1 a 4)
Letra - Kodama Saori / Música - corin. / Cantora - Isurugi Mio (Taketatsu Ayana)
"HELP!! -Heaven Side-" (Episódio 5 a 12)
Letra - Kodama Saori / Música - corin. / Cantora - Isurugi Mio (Taketasu Ayana), Yūno Arashiko (Hayami Saori)
Tema de Encerramento
"More-more LOVERS!!" (Episódio 1 a 11)
Letra - Hata Aki / Música - Maeyamada Ken'ichi / Cantora - Natsuko Aso
"Happy Birthday, my holy day" (Episódio 12)
Letra - Kodama Saori / Música - Hashimoto Yukari / Cantora - Isurugi Mio (Taketasu Ayana)

#### Episódios
| #  | Título original                  | Título em rōmaji                  | Título em português                   | Data de Exibição (Japão) |
| -- | -------------------------------- | --------------------------------- | ------------------------------------- | ------------------------ |
| 01 | 直滑降ファーストラブっ!          | Chokkakkō Fāsutorabu!             | Trapaceiro, Primeiro Amor Decrescente | 2 de Outubro de 2010     |
| 02 | 似たものどうしのディスタンス     | Nita Mono-dōshi no Disutansu      | Distância dos Parecidos               | 9 de Outubro de 2010     |
| 03 | 君のためのドッグファイト         | Kimi no Tame no Doggufaito        | O Cachorro Luta por Você              | 16 de Outubro de 2010    |
| 04 | そんなこんなでカップルバカップル | Sonnna Konna de Kappuru Bakappuru | Assim e Assado, O Casal Idiota        | 23 de Outubro de 2010    |
| 05 | 天才少女の暴走パニック!          | Tensai Shōjo no Bōsō Panikku!     | A Fuga em Pânico da Garota Gênio!     | 30 de Outubro de 2010    |
| 06 | 騒乱だらけのマイホーム           | Sōran Darake no Maihōmu           | Minha Casa Cheia de Caos              | 6 de Novembro de 2010    |
| 07 | 真夏のトライアングルラブ?        | Manatsu no Toraiangururabu        | Um Triângulo Amoroso em Pleno Verão?  | 13 de Novembro de 2010   |
| 08 | BでLな変愛模様                   | Bii de Eru na Hen-ai Moyō         | Amor com Padrões                      | 20 de Novembro de 2010   |
| 09 | MFCの華麗なる陰謀                | Emu Efu Shii no Kareinaru Inbō    | A Conspiração Elegante do MFC         | 27 de Novembro de 2010   |
| 10 | サディスティック嵐子嬢           | Sadisutikku Arashiko-jō           | Arashiko Sádica                       | 4 de Dezembro de 2010    |
| 11 | 失われたメモリー                 | Ushinawareta Memorii              | Memória Perdida                       | 11 de Dezembro de 2010   |
| 12 | クリスマスの願いごと             | Kurisumasu no Negaigoto           | Desejo de Natal                       | 18 de Dezembro de 2010   |